# Marc Lamole
Marc Lamole est un acteur français né le 4 octobre 1934 à Alger et mort le 19 juillet 2016 à Rambouillet,. Il est surtout connu pour son rôle d'adjoint de Léo Campion dans la série La Brigade des maléfices.

## Biographie
Après un passage entre 1954 et 1956 au Centre d'art dramatique de la rue Blanche où il a entre autres Robert Manuel comme professeur, Marc Lamole entre au conservatoire dans les classes de Béatrix Dussane et de Jean Meyer d'où il sort en 1961 avec un premier accessit.
C'est dès cette époque qu'il obtient ses premiers rôles d'abord à la télévision puis à partir de 1963 au cinéma. Il entame dès lors une carrière cinématographique essentiellement comme seconds rôles dans des films policiers.
Sa dernière apparition sur le grand écran sera dans le film La Brute de Claude Guillemot sorti en juillet 1987 et, sur le petit écran, dans un téléfilm également de Claude Guillemot diffusé en août 1990.

## Théâtre
- 1957 : Les Misérables, pièce en 20 tableaux de Paul Achard d'après le roman de Victor Hugo, mise en scène de Jean Meyer, à la Comédie-Française (9 janvier) : un colporteur
- 1960 : OSS 117, comédie dramatique en 1 acte et 5 tableaux de Jean Bruce, mise en scène de Robert Manuel, au théâtre des Deux-Masques (20 décembre) : David Sacker[4]
- 1961 : Hyménée, comédie satyrique en 3 tableaux de Nicolas Gogol, mise en scène de Paul Duparc, au théâtre du Tertre (5 août). Reprise le 6 décembre suivant. : Kotchkariov[5],[6]
- 1964 : L'Étourdi ou les Contretemps, comédie en 5 actes en vers de Molière, mise en scène de Marc Lamole, au théâtre de l'Ambigu (8 octobre) : Mascarille[7],[8]
- 1976 : Le Sang épais de l'aube, pièce de Georges Keller, mise en scène de Claude Guillemot, au Centre culturel du 18e arrondissement de Paris (13 octobre).

## Filmographie

### Cinéma
- 1963 : Le Cheval de bataille de Claude Guillemot
- 1963 : De Paris à la Provence, court-métrage de Claude Guillemot : la voix du narrateur
- 1964 : Strip-teaseuses ou ces femmes que l'on croit faciles de Jean-Claude Roy
- 1967 : Porte de plaisance, court-métrage de Nicolas Ribowski
- 1969 : La Trêve de Claude Guillemot : Willy
- 1969 : La Fête des mères, court-métrage de Gérard Pirès : Max
- 1970 : Midi Minuit de Pierre Philippe : Benedetti
- 1972 : L'Œuf de Jean Herman : un employé de Dufiquet
- 1973 : Le Grand matin, court-métrage de Claude Guillemot : Gustave
- 1975 : Peur sur la ville d'Henri Verneuil : l'inspecteur du commissariat d'arrondissement
- 1976 : L'Alpagueur de Philippe Labro : le troisième fusil
- 1976 : F… comme Fairbanks de Maurice Dugowson : le patron du bistrot
- 1977 : Le Gang de Jacques Deray : un employé de l'usine
- 1977 : Madame Claude de Just Jaeckin : Sallard
- 1979 : Flic ou Voyou de Georges Lautner : le substitut
- 1981 : Le Professionnel de Georges Lautner : le serveur d'hôtel
- 1983 : L'As des as de Gérard Oury
- 1984 : Joyeuses Pâques de Georges Lautner : le médecin
- 1985 : Max mon amour de Nagisa Ōshima : le livreur
- 1985 : Sac de nœuds de Josiane Balasko : Robert
- 1985 : On ne meurt que deux fois de Jacques Deray : le maître d'hôtel de Cabourg
- 1987 : Le Solitaire de Jacques Deray : Maurice
- 1987 : La Brute de Claude Guillemot : l'avocat général

### Télévision
Téléfilms
- 1977 : Esprit de suite de Jean Hennin (collection Cinéma 16)
- 1978 : Le Rabat-joie de Jean Larriaga (collection Cinéma 16) : Lemercier
- 1980 : La Grande Chasse de Jean Sagols : Bouilhonnac
- 1982 : Pleine lune de Jean-Pierre Richard
- 1982 : La Marseillaise de Michel Berny : Roblot
- 1990 : Le Congrès de Claude Guillemot : M. Verghe, l'écrivain

Séries télévisées
- 1961 : Le Temps des copains de Robert Guez, épisode 33 : un étudiant en médecine
- 1963 : Les Raisins verts de Jean-Christophe Averty
- 1965 : Le train bleu s'arrête 13 fois, série télévisée, épisode Paris : Signal d'alarme de Michel Drach : le contrôleur
- 1969 : L'Atelier Prévert-Derlon, épisode 4/9 : En gare de Corbeil-Essonnes de Nicolas Ribowski
- 1970 : Les Saintes Chéries, épisode Ève et son premier client de Jean Becker : le serveur
- 1970 : La Brigade des maléfices, série en 6 épisodes de Claude Guillemot : Albert
- 1970 : Lumière violente de Roger Gillioz, épisodes 20 à 24 : Ortega
- 1974 : Un curé de choc de Philippe Arnal, épisode : le marié s'envole : Léopold
- 1976 : Grand-père viking de Claude-Jean Bonnardot : l'employé de mairie
- 1976 : Minichronique de René Goscinny et Jean-Marie Coldefy, épisode La Fable publicitaire : Charles
- 1978 : Les Brigades du Tigre, épisode L'ange blanc de Victor Vicas : le commissaire de course
- 1978 : Les Héritiers de Pierre Lary, épisode : Le quincailler de Meaux
- 1979 : Médecins de nuit série de Nicolas Ribowski, épisode : Le livre rouge : le policier
- 1983 : Deux amies d'enfance de Nina Companeez
- 1984 : Les Cinq Dernières Minutes (épisode La Quadrature des cercles) série télévisée de Jean-Pierre Richard : le chef de table du casino
- 1985 : Hôtel de police de Claude Barrois, épisode Passage à vide